# Pistolet Korriphila HSP-701
Korriphila HSP-701 – niemiecki pistolet samopowtarzalny produkowany od połowy lat 80. przez Korriphila Präzisionmechanik GmbH. Jest to produkowana w liczbie kilkudziesięciu egzemplarzy rocznie luksusowa broń przeznaczona głównie dla kolekcjonerów. Automatyka tej broni wykorzystuje zamek półswobodny opatentowany w 1979 roku przez Edgara Budischowsky’ego.
Korriphila HSP-701 jest bronią samopowtarzalną, działającą na zasadzie odrzutu zamka półswobodnego. Opóźnienie otwarcia zamka osiągnięto dzięki zastosowaniu pojedynczej, poziomej rolki. Mechanizm spustowo-uderzeniowy kurkowy, zależnie od egzemplarza SA, SA/DA lub DAO. Pistolet zasilany jest z jednorzędowych magazynków pudełkowych o pojemności dziewięciu (7,65 i 9 mm) lub ośmiu (.45) naboi. Po wystrzeleniu ostatniego naboju zamek zatrzymuje się w tylnej pozycji na zatrzasku zamka. Zewnętrzna dźwignia zatrzasku znajduje się po lewej stronie szkieletu. Przyrządy celownicze otwarte, składają się z muszki i szczerbinki.